# NGC 3393
NGC 3393 (другие обозначения — ESO 501—100, MCG-4-26-11, AM 1045—245, IRAS10459-2453, PGC 32300) — сейфертовская спиральная галактика с перемычкой (SBa) в созвездии Гидра.
Этот объект входит в число перечисленных в оригинальной редакции «Нового общего каталога».
Галактика NGC 3393 входит в состав группы галактик NGC 3393. Помимо NGC 3393 в группу также входят NGC 3383, NGC 3463, ESO 501-102, ESO 501-5, ESO 501-8 и ESO 501-11.

## Исследования
В галактике в результате наблюдений, выполненных космической рентгеновской обсерваторией «Чандра», обнаружена близкая пара активных сверхмассивных чёрных дыр, разнесённых всего на 490 световых лет. Массы чёрных дыр составляют примерно 8×105 и 106 солнечных масс.
Эта пара чёрных дыр — ближайшая к Земле среди известных пар. Необычным для галактик с парой чёрных дыр в центре является её хорошо выраженная спиральная структура и балдж, состоящий из старых звёзд. Предположительно галактика является первым обнаруженным примером слияния двух галактик разного размера (крупной спиральной и небольшой эллиптической). Слияние произошло не менее миллиарда лет назад.